# 馬塔克斯昆特拉

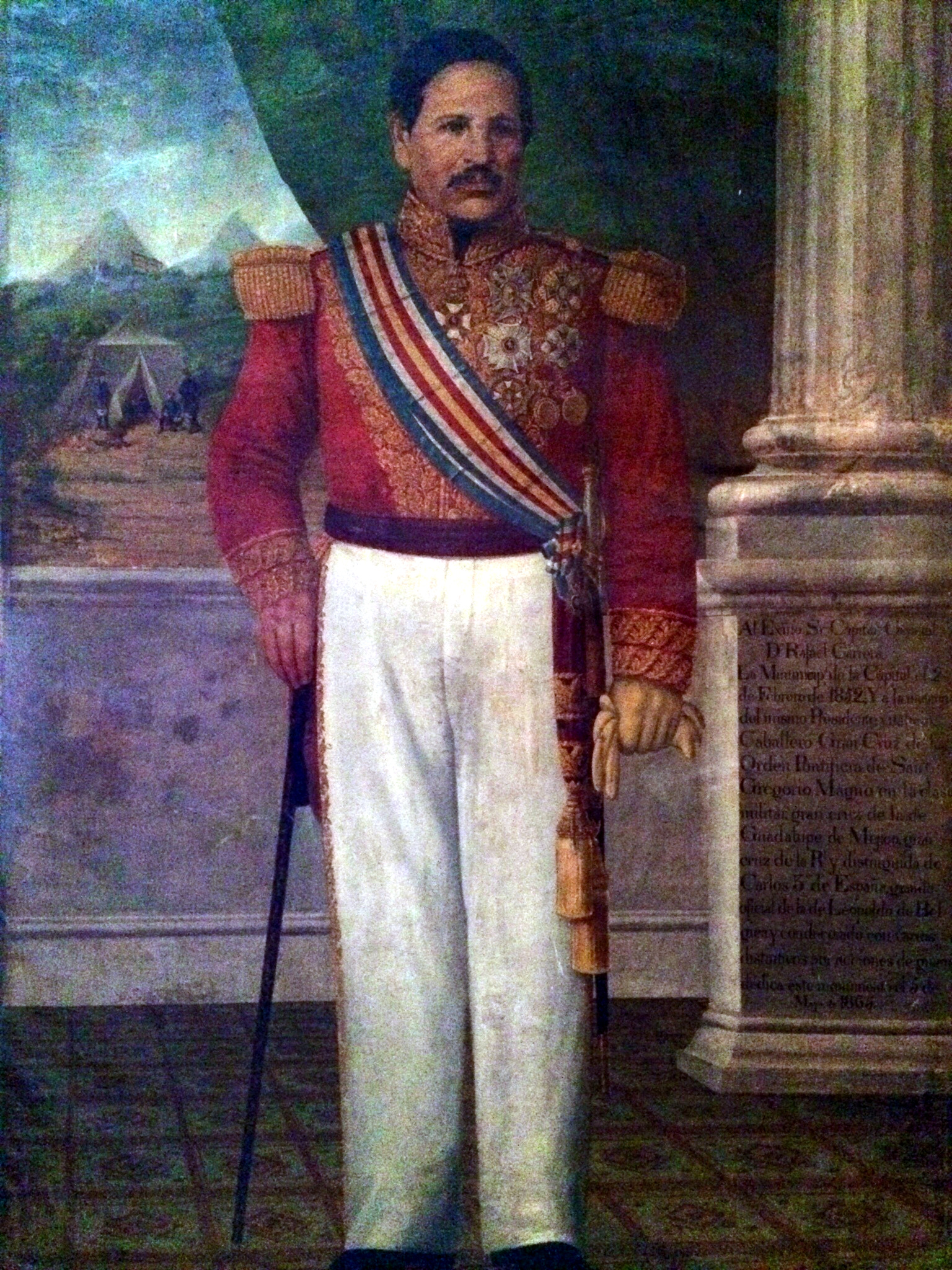

14°32′1″N 90°11′2″W / 14.53361°N 90.18389°W
馬塔克斯昆特拉（西班牙語：Mataquescuintla），是危地馬拉的城鎮，位於該國東南部，由哈拉帕省負責管轄，面積287平方公里，海拔高度1,727米，2002年人口32,860，人口密度每平方公里114.49人。